# Walt Disney Animation Studios

Ancien logo

Walt Disney Animation Studios (anciennement Walt Disney Feature Animation - WDFA) est l'un des studios d'animation de la Walt Disney Company.
Depuis la fondation du studio en 1923, le département de production d'animation de Disney était inclus dans la société Walt Disney Productions, créée en 1926. Ce n'est qu'en 1983 qu'une société spécifique pour la production cinématographique a été établie. D'abord nommée Walt Disney Pictures, cette société comprenait tous les types de productions mais dès 1986, le service des longs métrages d'animation a été dissocié, donnant naissance à Walt Disney Feature Animation.
En 2007, à la suite du rachat de la société Pixar Animation Studios, spécialisée dans les films en image de synthèse, les productions Disney ont été rebaptisée Walt Disney Animation Studios. Les deux entités sont des filiales de Walt Disney Pictures.

## Historique

### Origines
L'origine de cette société remonte à 1934 avec la création d'un département, au sein de la société Walt Disney Productions, destiné à la production de Blanche-Neige et les Sept Nains (1937). Très rapidement, le département s'occupe de plusieurs longs métrages tandis qu'un autre département produit les courts métrages.
À partir de 1954, le studio se diversifie et produit des émissions pour la télévision, cette activité devient la troisième branche de Walt Disney Productions. En 1956, Walt Disney ayant décidé d'arrêter la production de courts métrages, le studio se concentre alors sur les longs métrages et la télévision.

### Années 1980: Scission entre prises de vue réelle et animation
Le 1er avril 1983, Walt Disney Productions crée à partir du département « Animation et films » (« Pictures »), une société à part entière mais filiale à 100 % : Walt Disney Pictures. En 1985, Peter Schneider est nommé président de la division Animation. Cette nouvelle société est « amputée » dès 1986 de sa division principale, celle des films d'animation longs métrages, qui devient indépendante sous le nom de Walt Disney Feature Animation. En parallèle, plusieurs studios sont créés de par le monde (Australie, France, Canada) pour les différentes productions, tel que les séries télévisées d'animation.
En 1995, les animateurs américains basés en Californie déménagent dans de nouveaux locaux situés en face des studios d'origine  à Burbank.
De 1985 jusqu'à sa démission en novembre 2003, Walt Disney Feature Animation était officiellement sous la direction de Roy E. Disney qui y a insufflé sa créativité, bien que la plupart des grandes décisions étaient prises par Michael Eisner, le PDG d'alors. La filiale a collaboré avec Walt Disney Imagineering pour concevoir plusieurs attractions des parcs Disney, dont Fantasmic! et Mickey's PhilharMagic.

### Années 2000: fermeture des studios internationaux
En 1998, Walt Disney Holdings annonce la fermeture de Walt Disney Animation UK Limited.
Le 1er octobre 2001, Walt Disney International prononce la liquidation de Walt Disney Animation UK.

### Années 2010: Collaborations et intégration de Blue Sky
Le 10 avril 2012, Disney signe un partenariat avec le chinois Tencent et China Animation Group dépendent du ministère chinois de la culture pour développer l'industrie de l'animation,.
Le 13 mars 2013, Disney diffuse Croissant de Triomphe un court-métrage d'animation en 2D avec Mickey Mouse et Minnie à Paris, premier d'une série de 20 courts-métrages,. Le 23 avril 2013, Walt Disney Animation Studios diffuse Get a Horse un court métrage de Mickey Mouse dans le style des années 1920. Le 9 mai 2013, Walt Disney Animation Studios annonce la sortie du premier film d'animation inspiré de Marvel, intitulé Les Nouveaux Héros (Big Hero 6) et prévu pour 2014. Le 18 novembre 2013, Disney Research présente un algorithme améliorant le rendu des scènes d'animations contenant du brouillard, de la fumée ou de l'eau, recherche qui était avant faite en interne par le studio.
Le 15 juillet 2015, Disney signe un contrat avec le studio d'animation sud-africain Triggerfish afin de chercher des sujets de films. Le 14 août 2015, Disney Animation annonce plusieurs films dont Vaiana : La Légende du bout du monde et Gigantic,,,,,,. Le 15 décembre 2015, Disney et le studio sud africain Triggerfish ont sélectionné quatre sujets de longs métrages et quatre séries télévisées à la suite de leur concours local lancé en juillet.
En février 2016, pour Germain Lussier du site Gizmodo, les Walt Disney Animation Studios sont devenus aussi bons que Pixar grâce aux succès de La Reine des neiges (2013), Les Nouveaux Héros (2014) et Zootopie mais aussi à cause des suites pas très réussies produites par Pixar.
Le 1er février 2017, Disney accepte de verser 100 millions d'USD pour clore une affaire d'entente illicite entre les studios d'animation californiens pour limiter le débauchage impliquant ses filiales Disney Animation et Pixar,. À la suite de problèmes de comportements révélés en novembre 2017, la société Disney annonce le 8 juin 2018 le départ de John Lasseter de la direction de Disney Animation et Pixar fin 2018,,.
Le 5 juillet 2018, Disney Animation diffuse deux jeux de données numériques issus de la production de Vaiana : La Légende du bout du monde sous licence libre, l'un contenant des nuages réalistes, l'autre des scènes d'îles. Le 24 juillet 2018, Disney Animation prévoit de présenter son premier court métrage en réalité virtuelle au SIGGRAPH 2018. Le 17 novembre 2018, Walt Disney Animation Studios et Disney Research présentent PoseVR, un outil d'animation pour la réalité virtuelle.
Le 9 août 2019, Disney nomme Andrew Millstein comme co-président de Blue Sky Studios, l'ancien président Robert Baird conservant son rôle de chef créatif et Clark Spencer remplace Millstein comme président de Walt Disney Animation Studios,.

## Studios
Plusieurs studios satellites furent ouverts à partir de la fin des années 1980 : 
- Walt Disney Animation Australia à Sydney (Australie) créé en 1988 et rebaptisé Disney MovieToons puis DisneyToon Studios en 2003,  fermé en octobre 2006 ;
- Walt Disney Animation Florida au sein des Disney-MGM Studios à Walt Disney World Resort (Floride) de mai 1989 à janvier 2003 ;
- Walt Disney Animation France à Montreuil, près de Paris (France) de 1989 à 2002
- Walt Disney Animation Canada à Vancouver (Canada) jusqu'en 2004 ;
- Walt Disney Animation Japan à Tokyo (Japon) de 1997 à 2004 ;

Tous ces studios ont été fermés en raison des coûts élevés de production et de leur faible rentabilité. Seul un département de pré et post-production, destiné à développer les films vidéos liés aux franchises Disney Consumer Products, subsiste sous le nom de DisneyToon Studios aux  studios de Burbank.
.